# Cyrtauchenius talpa
Espèce
Cyrtauchenius talpa est une espèce d'araignées mygalomorphes de la famille des Cyrtaucheniidae.

## Distribution
Cette espèce est basée sur un spécimen découvert par Thevenet à Mariposa en Californie aux États-Unis. Pour Raven en 1985, ce spécimen était mal étiqueté. Cette espèce serait un synonyme de Cyrtauchenius similis pour Bond et Opell en 2002,.

## Publication originale
- Simon, 1891 : Études arachnologiques. 23e Mémoire. XXXVIII. Descriptions d'espèces et de genres nouveaux de la famille des Aviculariidae. Annales de la Société entomologique de France, vol. 60, p. 300-312 (texte intégral).